# OpenEmbedded
OpenEmbedded est un environnement de développement multiplateforme visant à adapter des distributions Linux sur des appareils mobiles et embarqués. Il est initié depuis 2003 par la communauté OpenEmbedded. Il est notamment utilisé par le projet Yocto, qui accompagne le développement d'appareils Linux dans les usages industriels et commerciaux.
OpenEmbedded est membre pour participer au projet Yocto.
Le projet peut être utilisé via son dépôt git.

## Projet associés
- Linux Ångström
- KaliOS
- OpenMoko
- SHR (en)
- SlugOS
- WebOS